# Uri Milstein
Uri Milstein (Tel Aviv, 1940) è uno storico israeliano.
Storico militare e scrittore, Uri Milstein si è messo in luce per un'aspra critica, dal punto di vista della teoria militare, di tutti i successi del Palmach, dell'Haganah e dell'esercito israeliano e dei suoi comandanti, denunciando come falsa e mitologica la storia ufficiale delle guerre combattute da Israele.  A differenza degli altri Nuovi Storici, le sue idee partono da un approccio nazionalistico maggiormente simpatizzante verso i movimenti guerriglieri Etzel e Irgun Tzvai Leumi e dell'ideologia del Sionismo revisionista, che ebbe tra i suoi padri fondatori Vladimir Žabotinskij, e sono incentrati sulla sua filosofia sui generis riguardante le cosiddette "leggi del comportamento umano".

## Servizio militare
Nel 1958 si arruolò nelle Forze di Difesa Israeliane e servì nel Battaglione 890 della Brigata Paracadutisti come soldato, comandante poi di compagnia e infermiere da campo (combat medic). Precedentemente era stato esonerato dal servizio militare obbligatorio dal vice-comandante della Brigata Paracadutisti, Rafael Eitan (Raful), che lo nominò storico delle unità paracadutistiche. In quanto storico e infermiere da campo, combatté nella Guerra dei sei giorni, nella Guerra d'attrito e nella Guerra dello Yom Kippur/Ramadan. Come storico delle unità paracadutistiche, ebbe accesso agli archivi segreti delle FDI e alla documentazione ivi contenuta. Nel 1974 il vice-comandante della Brigata, Yitzhak Mordechai, lo allontanò dal suo incarico di storico per le sue pesanti critiche sulla Battaglia della Fattoria Cinese.

## Carriera
È stato maître de conférence in diverse istituzioni d'insegnamento israeliane, ivi comprese quelle di Safed (Tzfat) e dell'Università Bar-Ilan, da cui è stato allontanato a causa di affermazioni considerate blasfeme nei confronti della memoria di Itzhak Rabin e di altri comandanti di Tsahal.
È figlio d'una nipote della famosa poetessa ebraica Rachel Bluwstein, nota come Rachel.
Suo fratello maggiore, Ram Moav, è stato un genetista rinomato, professore nell'Università Ebraica di Gerusalemme, e sua sorella Rachel Milstein è professoressa d'Islamistica nella medesima università.

## Opere
- History of Israel's War of Independence, 4 voll., New York, University Press of America, 1996-1999.
- The Rabin File: An Unauthorized Expose, New York, Gefen Publishing House, 1999.